# Traginada
Traginada fou un grup de música folk menorquí nascut al poble de Maó, iniciat l'any 1976, que es presentà en societat el 1977 i que deixà de fer actuacions el 1981, durant una època en què cantar en català era un repte.
L'inici del grup era un trio format per Paco Bagur, Joan Saura i Ramon Saura -germans-, als qui més tard es van afegir poetes com Jordi Vivet, Damià Borràs o Pere Gomila, entre d'altres. El grup obria una etapa d'il·lusió, durant la Transició i, també, feien recitals poètics, van escriure obres de teatre i feien passacarrers, esdeveniments poc habituals en aquella època. Vivet i Borràs van fer una obra de teatre que explicava la història de Menorca, Menorca, simplement, amb sàtira i humor, representada al Teatre Principal de Maó on l'escenari tenia diversos nivells, cosa mai vista abans, i on l'acompanyament musical anava a càrrec de membres del grup.
Traginada s'encarregà de recuperar el cançoner menorquí com una senya d'identitat i tornar-lo a cantar, afegint, però, una instrumentació menys habitual, com podien ser el contrabaix i els teclats electrònics. Tot i que les cançons no tenien cap contingut polític, podien formar part d'un marc de protesta o reivindicació.
En aquella època coexistien grups com Arrels, Grup C.P.E.P., Isaac Melis o Maria Àngels Gornés. Sorgeixen poetes, grups teatrals i grups musicals que mostraven la modernitat de la tradició amb tot tipus de manifestacions.
Paco Bagur i Joan Saura, amb altres membres del grup, van fer un treball de recerca enregistrant en un aparell magnetòfon cançons cantades per la gent gran, anant a tots els llocs i pobles de Menorca, recuperant lletres i melodies. Algunes lletres les recuperaven de poemaris o cançoners menorquins o, en algun cas de tenir una lletra sense melodia, ells mateixos componien la música. D'aquesta manera, van acabar tenir un repertori molt variat.
El grup sobretot va fer gires a Menorca i un sol concert a Mallorca, tenint sempre un gran èxit de públic, on assistia gent de totes les edats.
Antoni Perera Fons va escoltar una maqueta del grup i els va proposar enregistrar el repertori, que donaria lloc a tres discos amb la discogràfica Puput-Zafiro: Menorca, Pels camins de Menorca i Cançons de Menorca.

## Membres del grup
Durant els quatre anys de durada del grup, aquests van ser els membres principals que en foraren part:
- Paco Bagur, veu i guitarró
- Joan Saura, veu i guitarra
- Ramon Saura, veu i guitarra
- Artur Bagur, veu i teclats
- Martina Garriga, veu
- Niní Garriga, veu
- Josep Mercadal, veu i contrabaix
- Magdalena Pérez, veu i bandúrria
- Leni Comeche, veu
- Lluis Reynés, percussió
- Maria Pau Bagur, veu i flauta de bec (va entrar l'any 1978 en substitució de Martina Garriga)

## Discografia
Menorca (1978)
1. Es Llagosts de Ciutadella
2. Boni davant sa casa
3. Sa cançó de sa cuinera
4. Demà és diumenge
5. L'amo de Son Carabassa
6. Sa novia d'Algendar¡¡
7. Anem a Xauxa
8. Jota d'Es Mercadal
9. Romanç de na Roseta
10. Lluna peruna
11. Ses porgueres
12. A sa plaça hi ha ballades

Pels camins de Menorca (1979)
1. Una dona llarga i prima
2. Fora de sa ciutat
3. Sa morena de Torret
4. Na cabells d'or
5. Jo me n'entri
6. Sa festa des pobres
7. L'Anqueniero
8. Codolada de Fornells
9. Horabixa, post es sol
10. Na Cecília
11. Ball d'Escòcia
12. Cançó des sabaters

Cançons de Menorca (1980)
1. Fangando
2. Roseret
3. Es llangardaix d'Alaior
4. Lo vinyoler i lo cavaller
5. Sa vida d'un berguiner (lletra de Tòfol Mus)
6. Sa despedida
7. Aubada
8. Fandango de sa somereta
9. No-ni-nó
10. Monja per força
11. Sa nuvia
12. Rumba menorquina